# Beisbol als Jocs Olímpics d'estiu de 1988
Als Jocs Olímpics d'Estiu de 1988 celebrats a la ciutat de Seül (Corea del Sud) es disputà una prova de beisbol com a esport de demostració dins el programa oficial dels Jocs.

## Comitès participants
Hi participaren un total de 8 comitès nacionals dividits en dos grups:
| Grup Blanc - Japó - Països Baixos - Puerto Rico - Xina-Taipei | Grup Blau - Austràlia - Corea del Sud - Canadà - Estats Units |

## Resum de medalles
| Prova   | Or           | Argent | Bronze      |
| Beisbol | Estats Units | Japó   | Puerto Rico |

## Medaller
| Posició | País         | Or | Argent | Bronze | Total |
| 1       | Estats Units | 1  | 0      | 0      | 1     |
| 2       | Japó         | 0  | 1      | 0      | 1     |
| 3       | Puerto Rico  | 0  | 0      | 1      | 1     |

## Resultats

### Primera ronda
Grup Blanc
| Date           | Local         | Visitant      | Resultat      |
| -------------- | ------------- | ------------- | ------------- |
| 19 de setembre | Austràlia     | Canadà        | 7 - 6         |
| 19 de setembre | Corea del Sud | Estats Units  | 3 - 5         |
| 21 de setembre | Estats Units  | Austràlia     | 12 - 2 (7 m.) |
| 21 de setembre | Canadà        | Corea del Sud | 3 - 5         |
| 23 de setembre | Corea del Sud | Austràlia     | 2 - 1 (10 m.) |
| 23 de setembre | Canadà        | Estats Units  | 8 - 7         |

| Pl. | Equip         | J | G | P | PF | PC | %    |
| --- | ------------- | - | - | - | -- | -- | ---- |
| 1   | Estats Units  | 3 | 2 | 1 | 24 | 13 | .666 |
| 2   | Corea del Sud | 3 | 2 | 1 | 10 | 9  | .666 |
| 3   | Austràlia     | 3 | 1 | 2 | 10 | 20 | .333 |
| 4   | Canadà        | 3 | 1 | 2 | 17 | 19 | .333 |

Grup Blau
| Date           | Local         | Visitant      | Resultat      |
| -------------- | ------------- | ------------- | ------------- |
| 20 de setembre | Xina-Taipei   | Països Baixos | 1 - 6         |
| 20 de setembre | Japó          | Puerto Rico   | 7 - 1         |
| 22 de setembre | Japó          | Xina-Taipei   | 4 – 3 (12 m.) |
| 22 de setembre | Països Baixos | Puerto Rico   | 4 - 7         |
| 24 de setembre | Puerto Rico   | Xina-Taipei   | 2 - 0         |
| 24 de setembre | Països Baixos | Japó          | 1 - 6         |

| Pl. | Equip         | J | G | P | PF | PC | %     |
| --- | ------------- | - | - | - | -- | -- | ----- |
| 1   | Japó          | 3 | 3 | 0 | 17 | 5  | 1.000 |
| 2   | Puerto Rico   | 3 | 2 | 1 | 10 | 11 | .666  |
| 3   | Països Baixos | 3 | 1 | 2 | 11 | 14 | .333  |
| 4   | Xina-Taipei   | 3 | 0 | 3 | 4  | 12 | .000  |

### Fase Final
|  | Semifinals     | Semifinals     |   |                | Final          | Final |
|  |                |                |   |                |                |       |
|  | 26 de setembre |                |   |                |                |       |
|  | Japó           | 3              |   |                |                |       |
|  | Corea del Sud  | 1              |   |                |                |       |
|  |                |                |   |                |                |       |
|  |                |                |   |                | 28 de setembre |       |
|  |                |                |   |                | Japó           | 3     |
|  |                | Estats Units   | 5 |                |                |       |
|  |                |                |   |                |                |       |
|  |                |                |   |                |                |       |
|  |                |                |   |                | Tercer lloc    |       |
|  | 26 de setembre | 26 de setembre |   | 28 de setembre | 28 de setembre |       |
|  | Estats Units   | 7              |   | Corea del Sud  | 0              |       |
|  | Puerto Rico    | 2              |   |                | Puerto Rico    | 7     |